# サファヴィー建築
サファヴィー建築（Safavid architecture）は、イスラーム国家サファヴィー朝で形成された建築である。オスマン建築とともに、近世のイスラーム建築の一角を担う。
アッバース1世のもと、サファヴィー建築は比較的短期間に開花し、初期の段階でモスクの形式を洗練させたが、その後は細部の技巧に執着する傾向を示し、現代のイスラーム建築にまで影響を与えるような新しい動きはほとんどなかった。
他のイスラーム諸国の影響は受けなかったが、サファヴィー朝以外のイスラーム建築はイランにほとんど残っておらず、サファヴィー朝の建築物の系統をたどることは難しい。

## 歴史

### サファヴィー建築前期
サファヴィー朝は、イスマーイール1世が白羊朝を破ってタブリーズを占拠し、架空の家系図を作り上げて国家を形成したことに始まる。しかし、初期の時代の関心はもっぱらシャイバーン朝とオスマン帝国の国土を侵略し、あるいは両帝国から国土を防衛することにあり、国政が安定しなかったこともあって、織物や陶器、金属細工などの芸術はタフマースブ1世のもとで最盛期を迎えるものの、建築の発展的な状況はアッバース1世の時代まで待たなければならなかった。
アッバース1世はサファヴィー朝中興の祖と呼んでもよいが、ようやくこの時代にサファヴィー建築は幕開けを迎えた。アッバース1世は、1598年にエスファハーンでペルシアの新年を祝うと、ここに新しい都を建設することを決定した。イスラームの新設都市としてはたいへん珍しいことに、エスファハーンは十分な遺構と歴史的資料が揃っているため、当時の街の状況をかなり正確に復元することができる。このため、サファヴィー朝前期の建築についての知識は、この街にあるものが全てであると言っても過言ではない。
世界遺産にも登録されているメイダーネ・ナクシェ・ジャハーン（世界の肖像の広場）は、今日では521m×159mもの大きさであるが、1505年頃に西方の一部はイスマーイール1世によってすでに整備されていたらしく、サマルカンドの庭園の名を採ってナクシュ・イ・ギャハンと呼ばれていた。アッバース1世はメイダーンを再建し、両面に店舗を備えたバザールを四辺に配置し、その内側に中庭に向けて開かれた店舗をもう一列設置した。中庭に向けられた店舗スペースは、広場中央のオープン・スペースから分離されており、広場中央は定期市、競技、公共事業などのために使われていた。
1611年から建設されはじめたマスジド・イ・シャーは、メイダーンの南側にある会衆モスクで、建築家アブール・カーシムによって設計された。メイダーンに面する入り口は1616年には完成しており、北側にあるため常に日陰となっているが、現在でも青く輝くタイル・モザイクが強烈な印象を与える。本体は1638年に至るまで完成しなかったが、ほぼ1000年にも渡ってイスラームで建設され続けた四イーワーン形式モスクの最高傑作と呼べるものである。入り口に入るとすぐに巨大なドームを頂く聖域が広がり、その両側には交差ヴォールトによって覆われる冬用モスクがある。さらにその外側には開放的な中庭を備える。
シェイフ・ルトゥフッラーのモスクは、碑文から建築家ムハンマド・レー・ブン・ウスタド・フサインによって建設されたことが知られ、1618年に完成したらしい。このモスクは皇帝の私的礼拝に使われたと推定されており、ミナレットがないことも、これを裏付けている。入り口はメイダーンに開かれた中庭に面しており、礼拝室を回り込むように配置された廊下を通って礼拝室に入る。キオスク型モスクの究極の姿とされるドーム内部はたいへん美しい。
マスジド・イ・シャーとシェイフ・ルトゥフッラーのモスクは、ともに彩色タイルによって覆われたドームを持つが、その美しさは量塊を感じさせないほどで、イスラーム美術の粋を感じさせる。

### 後期のサファヴィー建築
最盛期を過ぎると、サファヴィー建築にはほとんどなんの進展も見られなくなる。注目される建築は数少ないが、シャー・アッバース2世によって建設されたポル・イ・ハージュー（ハージュ橋）は橋梁であるため、どちらかと言うと土木工学ではあるものの、優れた建築である。ポル・イ・ハージューはダムとしての機能も持ち、川によって冷却された風がヴォールトを抜けるため、心地の良い場所となっている。
イスラーム建築にとっても重要な建築であるハシュト・ベヘシュトは、庭園の中に組み込まれた園亭で、ドームを頂く八角形の部屋を中心にして、四つの八角形の部屋を配置し、2階も同じ構成を繰り返している。本来は白羊朝の庭園に建設されたパヴィリオンであったが、より小型のものがエスファハーンにも、さらにムガル朝においても建設された。ただし、ムガル朝のハシュト・ベヘシュトは、ティムール朝に起源を持つ。エスファハーンのハシュト・ベヘシュトは、1669年にサフィー2世スライマーンによって建てられたもので、現在は大幅に改築されてしまったもののみが残るが、1840年の記録が残っており、これによると、中央広間には噴水が設けられ、北側のアーチからは庭園全体を眺めることができたことが分かる。

## 特徴
サファヴィー建築は、モスクと霊廟の建築がほぼすべてであり、住宅や商隊宿泊施設、商業施設は、おそらくサファヴィー朝以前のものからほとんど変化はなかった。建築意匠という面では、ペルシャ人はたいへん保守的であったが、焼成レンガを用いた複雑な構造を作り出すことについては、同時代のいかなるイスラーム諸国よりも優れた才能を示しており、その技術は土木工事にも生かされた。